# Rathaus (Frankenberg an der Eder)

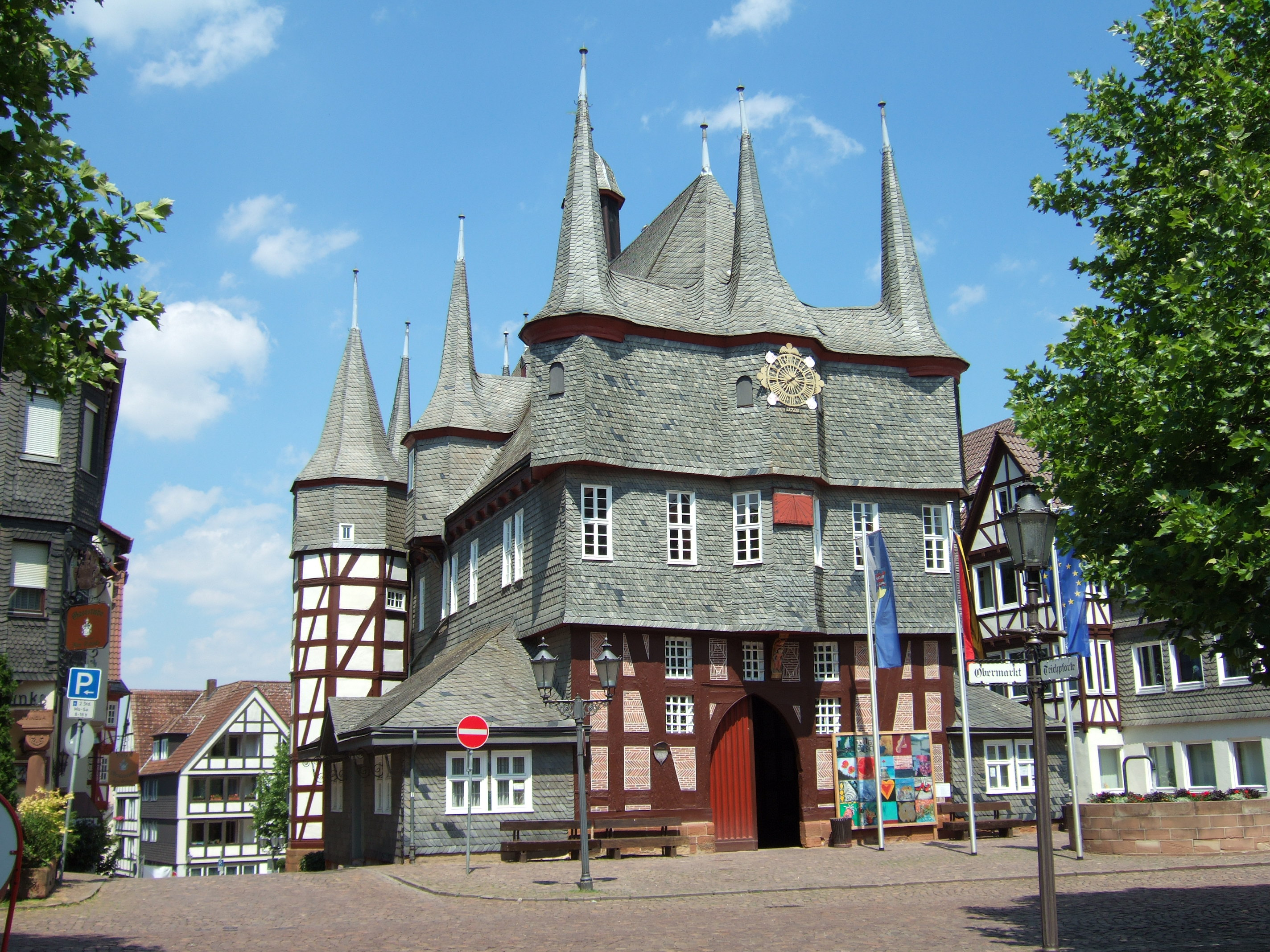
Blick vom Obermarkt

Das Rathaus von Frankenberg (Eder) befindet sich zwischen dem Obermarkt und dem Untermarkt im historischen Zentrum der Stadt. Es gilt als eines der ältesten Fachwerkrathäuser in Deutschland.
Das erste Frankenberger Rathaus wurde 1421 abgebrochen, sein Nachfolgebau fiel jedoch bereits im Mai 1476 einem Stadtbrand zum Opfer. Der heute erhaltene, dritte Rathausbau wurde von 1509 bis 1513 errichtet. Er besteht aus zwei vollwertigen Stockwerken und einem dritten, in das Dach übergehenden Geschoss. Im Erdgeschoss befindet sich eine Markthalle (Schirn), in welcher bis ins 19. Jahrhundert reger Handel betrieben wurde. Im zweiten Stockwerk sind die heutigen Verwaltungsräume mit dem Ratssaal und einem Trauzimmer untergebracht. Eine Verbindung zwischen den Etagen besteht über den an der Westseite angebauten oktogonalen Treppenturm. Insgesamt verfügt das Rathaus über zehn Türme, die die zehn ehemals in Frankenberg ansässigen Zünfte repräsentieren.
1778 wurde der vordere Teil teilweise verschiefert, um das darunterliegende Fachwerk wetterfester zu machen. Dem Zeitgeist folgend wurde das Rathaus in der Folge, wie auch zahlreiche Frankenberger Bürgerhäuser, komplett verputzt, um die Massivbauten großer Städte nachzuahmen. Ab 1927 wurde der Putz teilweise wieder entfernt und die darunterliegenden, beschädigten Holzbalken saniert, bis schließlich 1959 das gesamte Fachwerk freigelegt war. Nach einem langen Streit mit Denkmalpflegern wurde jedoch der obere Teil des Rathauses wieder mit einer Verschieferung ausgestattet.
Zum 500-jährigen Bestehen des Gebäudes gab die Bundesrepublik Deutschland am 2. Januar 2009 eine 45-Cent-Sonderbriefmarke in einer Auflage von 168,6 Millionen Stück heraus. Im Jahr 2010 wurde das Rathaus für 660.000 € komplett saniert, 150.000 € davon stammten aus Spenden von Frankenberger Bürgern.

## Bildergalerie

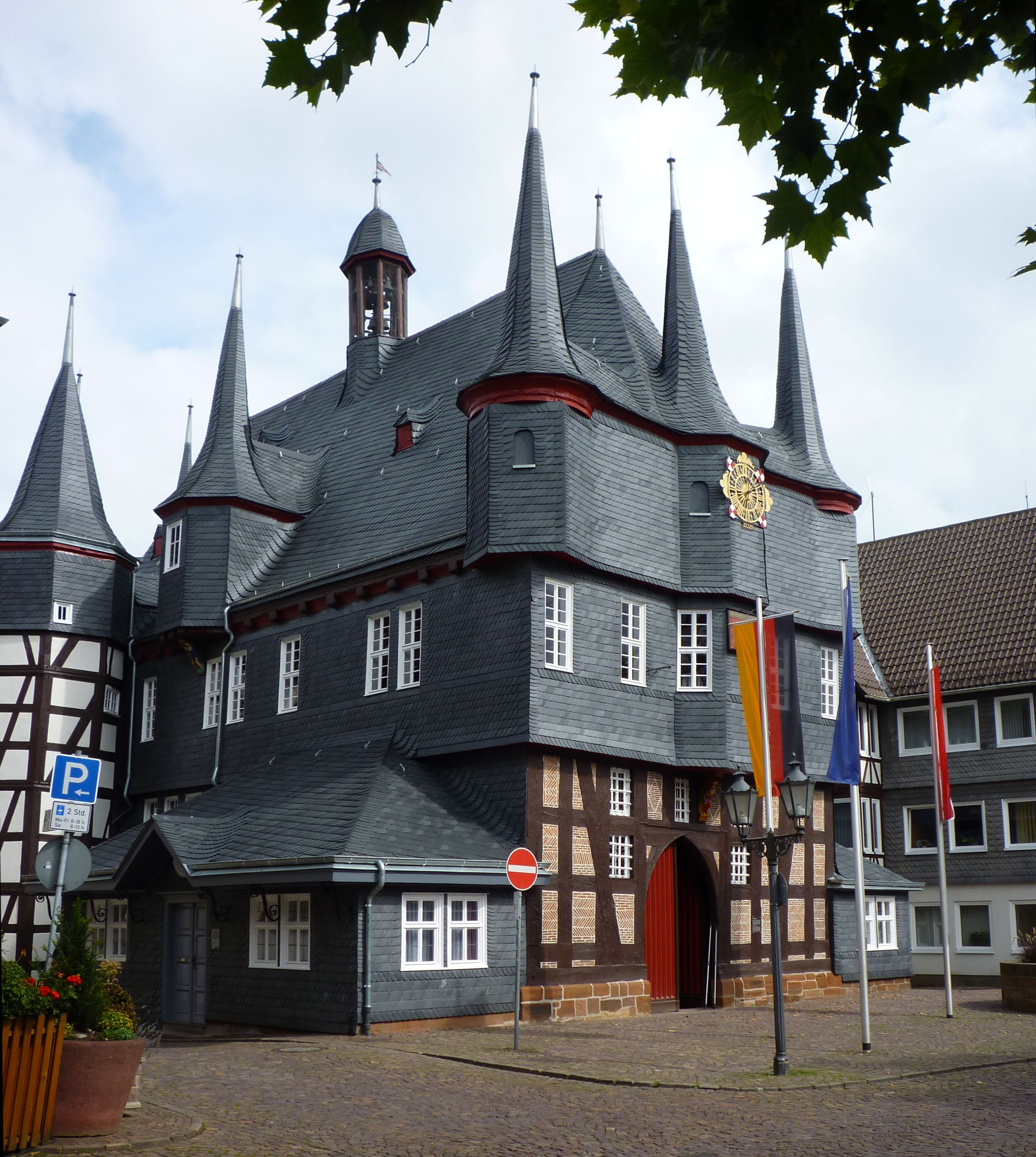
Rathaus nach der Sanierung 2010
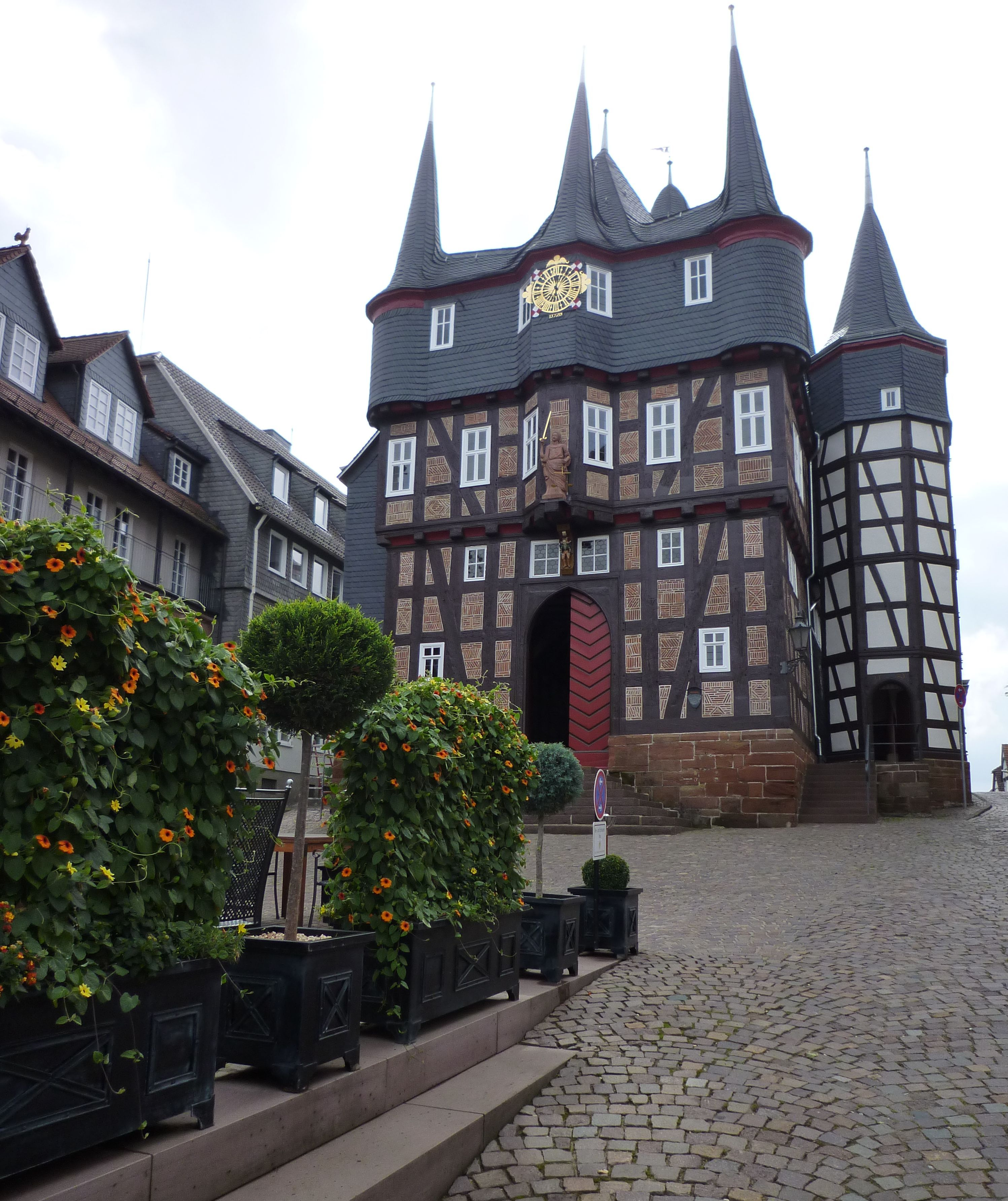
Rathaus am Untermarkt
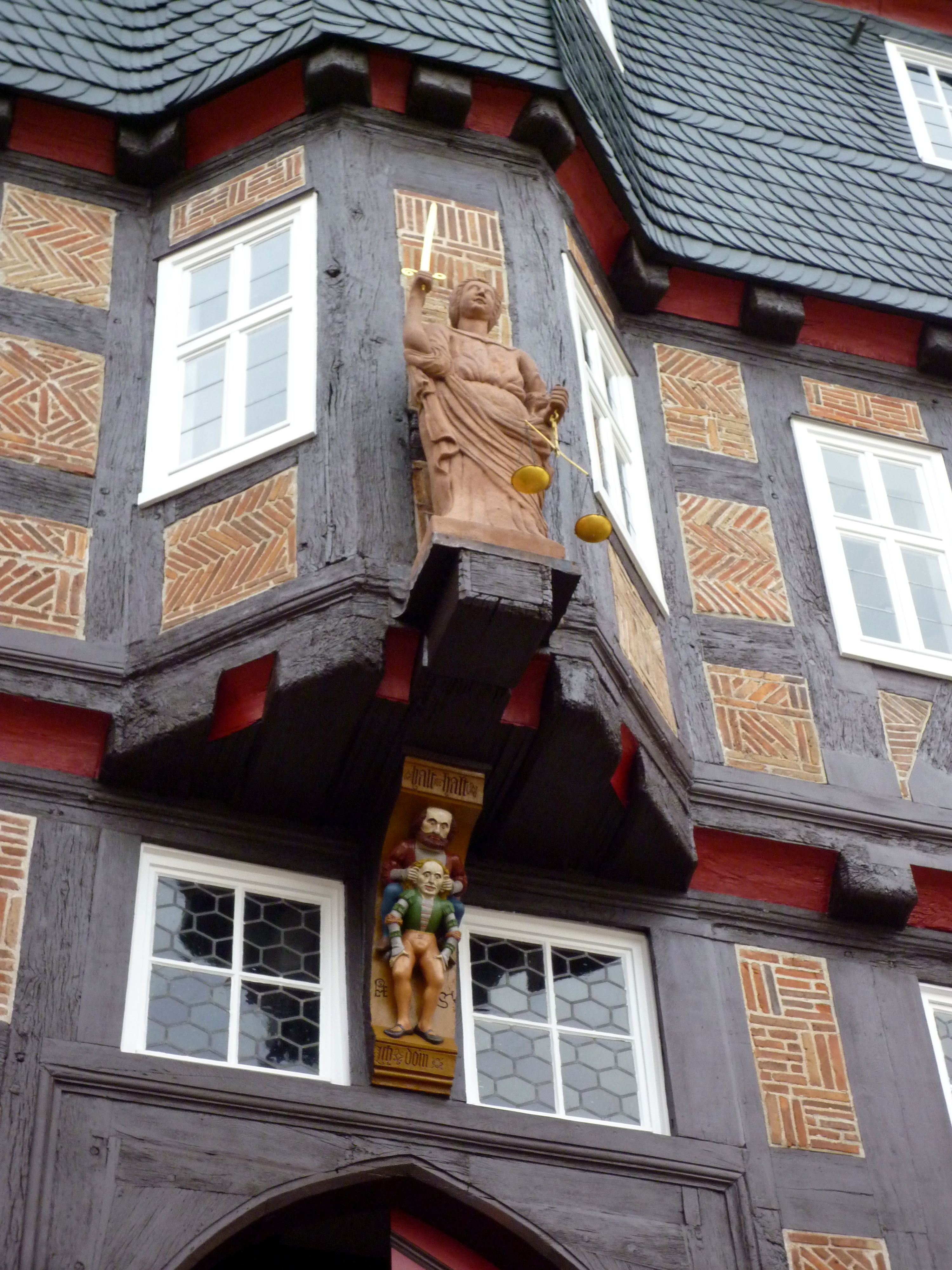
Figuren